# Spicara alta
 Spicara alta és una espècie de peix de la família dels centracàntids i de l'ordre dels perciformes.

## Morfologia
Els mascles poden assolir els 30 cm de longitud total.

## Distribució geogràfica
Es troba des de Dakar (Senegal) fins al sud d'Angola. També a Mauritània.